# Directive RED
La directive RED (directive européenne 2014/53/UE) concerne la mise sur le marché des équipements radioélectriques. Les équipements entrant dans le domaine d'application de la directive et disponibles sur le marché européen doivent être obligatoirement conformes à cette directive.
Cette directive a été publiée le 16 avril 2014 et a abrogé la directive européenne 1999/5/CE le 13 juin 2016. Les équipements conformes uniquement à l'ancienne directive ne peuvent plus être mis sur le marché depuis le 12 juin 2017.
Le retard dans la publication et la validation des normes liées à cette directive entraîne des difficultés aux opérateurs économiques pour se conformer à cette directive.

## Domaine d'application
La directive concerne tout émetteur ou récepteur de radiocommunication à l'exception des équipements radioamateurs non vendus prêt à l'emploi, les équipements marins, les équipements aéronautiques, les kits d'évaluation pour professionnels utilisés dans les installations de R&D.
De fait, à contrario de l'ancienne directive R&TTE (1999/5/CE), les terminaux filaires de télécommunications ne sont pas dans le domaine d'application de la directive. Ces produits sont désormais dans le domaine d'application de la directive CEM et de la directive basse tension.
Certaines gammes de produits, jusqu'alors non concernées, entrent dans le champ d'application de cette directive, telles que les récepteurs de radiodiffusion et de télévision. La directive CEM et la directive basse tension ne sont donc plus applicables à ces produits.

## Obligations des opérateurs économiques
La nouvelle directive impose désormais des obligations aux fabricants (qui peuvent être représentés par un mandataire dans l'UE), aux importateurs et aux distributeurs.  
Notamment, chaque opérateur économique doit prévenir les autorités de surveillance du marché en cas de doute avéré sur la conformité du produit. Les autorités peuvent aussi demander toutes les preuves nécessaires démontrant la conformité de l'appareil à chacun des acteurs, ainsi que la liste des opérateurs économiques fournisseurs ou clients.
D'autres exigences s'appliquent telles que :
- Les conditions de stockage et de transport ne doivent pas remettre en cause la conformité du produit ;
- Les instructions d’utilisation doivent être dans la langue de l'état destinataire;
- Les fabricants et importateurs doivent obligatoirement faire figurer leurs coordonnées sur le produit ou, si les dimensions du produit ne le permettent pas, elles doivent être fournies sur l'emballage du produit ou sur un document d'accompagnement du produit.

## Exigences essentielles (article 3)
- La protection de la santé et sécurité des biens et personnes, incluant les exigences de la directive basse tension, sans limite de tension (paragraphe 1a);
- Un niveau de compatibilité électromagnétique adéquat tel que décrit par la directive CEM. (paragraphe 1b);
- Utilisation et support efficace et optimisée du spectre radio afin d'éviter les brouillages ou interférences (paragraphe 2);
- Diverses exigences essentielles dépendant de catégorie ou classes d'appareil (paragraphe 3), telles que l'utilisation d'accessoires universels (chargeur), interaction en réseau avec les autres équipements, raccordement à des interfaces appropriés dans l'UE, utilisation respectable du service réseau, sauvegarde des données, protection contre la fraude, accès aux services d'urgence, accessibilité aux handicapés, installation du logiciel uniquement lorsque la conformité de l'ensemble matériel et logiciel est garantie.

Pour les exigences du paragraphe 3, des actes délégués devront être publiés pour définir les classes ou catégories d'équipement concernées ainsi que les exigences plus concrètes.

## Réglementation associée

### Normes harmonisées
Les normes harmonisées définissent des méthodes pour obtenir la conformité aux exigences essentielles de la directive. 
Un équipement conforme à une norme harmonisée pertinente et listée au journal officiel de l'union européenne obtient une présomption de conformité à une ou des exigences essentielles de la directive.
Chaque norme harmonisée traite d'une ou plusieurs exigences essentielles. Plusieurs normes harmonisées peuvent avoir à être utilisées pour obtenir une présomption de conformité complète d'un équipement à la directive .
Pour les exigences de l'article 3 paragraphes 2 et 3, lorsque la documentation technique et la déclaration de conformité se référent à une norme qui n'est pas référencée au journal officiel de l'union européenne, l'implication d'un organisme notifié dans le processus d'évaluation est obligatoire.
Par exemple, un équipement Wi-Fi utilisera les normes harmonisées suivantes :
- EN 62368-1 (exigence essentielle de l'article 3, paragraphe 1, point a de la directive : sécurité des personnes - sécurité électrique)
- EN 50663 (exigence essentielle de l'article 3, paragraphe 1, point a de la directive : sécurité des personnes - exposition aux champs électromagnétiques)
- EN 301 489-17 (exigence essentielle de l'article 3, paragraphe 1, point b de la directive : compatibilité électromagnétique)
- EN 300 328 (exigence essentielle de l'article 3, paragraphe 2 de la directive : efficacité du spectre radio)

NOTE: depuis 2016, les références des normes publiées par CENELEC et ETSI ne sont plus systématiquement référencées au journal officiel de l'union Européenne. Cette situation est la conséquence des conclusions du procès "James Eliott" ayant changé le rôle légal des normes harmonisées. Il est notable que nombre de mises à jour de normes publiées depuis par le CENELEC et l'ETSI n'ont pas été reprises au journal officiel de l'Union Européenne, affectant de fait le principe "nouvelle approche". Le 30 août 2020, le ministère fédéral allemand de l'Économie et de l'Énergie a publié un avis juridique s'opposant aux interprétations de la commission européenne sur les conclusions du procès "James Eliott".

### Actes délégués
Les actes délégués sont des documents de références qui définissent les diverses classes et catégories des appareils pour lesquelles des exigences essentielles particulières sont d'application.
Le règlement délégué (UE) 2022/30 de la Commission du 29 octobre 2021 concerne l'application des exigences essentielles visées à l'article 3, paragraphe 3, points (d), (e) et (f) de la directive. Ce règlement délégué active des exigences de cyber-sécurité applicables à certains équipements radio. La conformité des équipements concernés par ce règlement sera obligatoire pour toute mise sur le marché à partir du 1er août 2024. Plus particulièrement, les exigences portent sur:
- L'obligation pour tout équipement radio capable de communiquer sur internet de ne pas porter atteinte au réseau ou à son fonctionnement, ni ne font une mauvaise utilisation des ressources du réseau amenant à une détérioration inacceptable du service;
- L'obligation pour tout équipement radio connecté à internet, ou conçu pour la garde d'enfants, ou étant un jouet dans le champ d'application de la directive sécurité des jouets 2009/48/CE, ou conçu pour être porté sur toute partie partie du corps ou vêtement de comporter des sauvegardes afin d'assurer la protection des données à caractère personnel et de la vie privée des utilisateurs et des abonnés;
- L'obligation pour tout équipement radio connecté à internet permettant le transfert d'argent ou autre valeur monétaire d'être compatibles avec certaines caractéristiques assurant la protection contre la fraude.

Le règlement délégué (UE) 2019/320 de la Commission du 12 décembre 2018 concerne l'application des exigences essentielles visées à l'article 3, paragraphe 3, point (g) de la directive. Ce règlement délégué permet d'assurer la localisation de l'appelant dans les communications d'urgence provenant d'appareils mobiles. Ce règlement définie notamment l'obligation des smartphones à être compatible avec le système de géolocalisation européen GALILEO. La conformité des appareils mobiles à ce règlement est obligatoire pour toute mise sur le marché depuis le 17 Mars 2022.
D'autres actes délégués de la commission européenne sont en cours de discussion, dont notamment: l'activation de l'exigence essentielle visée à l'article 3, paragraphe 3, point (a) de la directive concernant l'obligation d'interopérabilité avec des accessoires, et plus particulièrement du chargeur universel; ainsi que l'exigence essentielle visée à l'article 3, paragraphe 3, point (i) et l'article 4 concernant la garantie qu'un logiciel ne peut être installé sur un équipement radio que lorsque la conformité avec la directive du logiciel combiné à l'équipement radio est avérée.

## Processus d'évaluation (Article 17)
Le fabricant peut sélectionner parmi trois méthodes complémentaires :
- Contrôle interne de la production (Toujours possible pour les exigences de sécurité électrique et CEM. Pour les autres exigences, possible uniquement si le fabricant n'a appliqué que des normes harmonisées référencées au journal officiel de l'union européenne) ;
- Examen UE de type et conformité au type sur base du contrôle interne de production ;
- Assurance qualité complète de la qualité.

### Contrôle interne de la production (Annexe II)
Le fabricant ou son mandataire doit :
- établir la documentation technique (Article 21 et Annexe V) ;
- prendre toutes les mesures nécessaire pour le procédé et le suivi de fabrication garantisse la conformité ;
- apposer le Marquage CE et établir une attestation UE de conformité.

Pour les exigences d'efficacité d'utilisation et de support du spectre radio, lorsque la documentation technique et la déclaration de conformité se référent à une norme qui n'est pas référencée au journal official de l'union européenne, ce processus d'évaluation n'est pas autorisé. Un organisme notifié doit être impliqué (Annexe III ou IV ci-dessous).

### Examen UE de type et conformité au type sur base du contrôle interne de production (Annexe III)
- Un organisme notifié consulté par le fabricant examine, vérifie et atteste que la conception technique satisfait aux exigences essentielles de la directive par un examen de la documentation technique établie par le fabricant. En cas d'acceptation, l'organisme notifié délivre le certificat d'examen UE ;
- Le fabricant ou son mandataire doit ensuite :
  - prendre toutes les mesures nécessaire pour le procédé et le suivi de fabrication garantisse la conformité ;
  - apposer le Marquage CE et établir une attestation UE de conformité.

### Assurance complète de la qualité (Annexe IV)
- Le système qualité du fabricant est évalué puis surveillé par un organisme notifié de son choix. Ce système qualité doit permettre de garantir la conformité des équipements fabriqués aux exigences de la directive ;
- Le fabricant doit apposer le Marquage CE accompagné du numéro de l'organisme notifié et établir une attestation UE de conformité.

## Liste des organismes notifiés
La liste des organismes notifiés est communiquée sur le site de la commission Européenne.

## Marquages
Le marquage CE, accompagné lorsqu'il y a lieu (Assurance complète de la qualité seulement) du numéro de l’organisme notifié, doit apparaître sur le produit.
Le numéro de type, de lot ou de série ou tout autre élément permettant l'identification du produit doit aussi apparaître sur le produit, ou en cas d'impossibilité technique documentation d'accompagnement ou sur l'emballage du produit 
Le nom et l'adresse du fabricant doivent apparaître sur le produit, ou lorsqu'il n'y a pas suffisamment d'espace sur le produit, dans la documentation d'accompagnement ou sur l'emballage du produit.
De même pour l'importateur s'il y a lieu, son nom et son adresse doivent apparaître sur le produit, ou lorsqu'il n'y a pas suffisamment d'espace sur le produit, dans la documentation d'accompagnement ou sur l'emballage du produit.
Aussi, lorsque des restrictions de mise en service existent (par exemple, utilisation extérieure interdite, octroi d'une licence d'utilisation obligatoire, fréquences interdites) dans l'un des états membres, un pictogramme représentant le document d'accompagnement et la liste des abréviations des pays concernés doivent apparaître sur l'emballage du produit. Le règlement d'exécution 2017/1354 défini le format à respecter . 

## Documents d'accompagnement
L'équipement doit être accompagné:
- de la déclaration UE de conformité;
- des marquages qui n'ont pas pu être placé directement sur le produit;
- des instructions et informations de sécurité et de CEM nécessaires pour une utilisation prévue du produit, y compris les accessoires et composants (y compris logiciel);
- pour les émetteurs: bande de fréquences utilisées et la puissance maximale transmise;
- le détails des restrictions de mise en service dans les états membres.

## Difficultés de mise en conformité
Les opérateurs économiques rencontrent des difficultés pour se mettre en conformité avec la nouvelle directive. La liste des normes harmonisées à la directive est toujours incomplète. Certaines normes sont citées avec des restrictions, mais les solutions alternatives à la norme sont inexistantes. Par exemple, l'ensemble des normes liées à la compatibilité électromagnétique et à la sécurité électrique sont absentes.
La commission Européenne devrait proposer une solution pragmatique. Toutefois, les associations d'entreprises mettent en avant qu'il sera impossible aux produits d'être conforme à de nouvelles normes du jour au lendemain,.